# Víctor Damiani
José Víctor Damiani Caviglia (Montevideo, 23 de diciembre de 1893-Florida, 28 de enero de 1962) fue un barítono uruguayo.

## Biografía
Sus padres provenientes de Savona, Liguria, se establecieron en Montevideo  en el último cuarto  del siglo XIX. Con ellos viajaron sus tres hijos.
Ya en Uruguay del matrimonio nacerían otros dos, uno de ellos Víctor, quien desde muy temprana edad mostró dotes e inclinación por el canto integrándose al coro de la Capilla de María Auxiliadora de los P.P. Salesianos.
Al cumplir Damiani  once  años  fallece  su padre. La familia queda entonces a cargo del mayor de los hermanos, sacerdote y cura párroco de la ciudad de Santa Lucía, quien logra enviar a Víctor a estudiar al  Petit Seminaire de Bonne Sperance  en Bélgica.
Luego y tras de un breve período en la Universidad de Lovaina, ante el inminente inicio de la Primera Guerra Mundial, Damiani retorna a Montevideo en 1914.
Un grupo de amigos y familiares, conscientes de sus dotes para el canto, consiguen un mecenazgo para que Víctor prosiga sus estudios en Europa.
Sus condiciones vocales le abren las puertas  del Conservatori del Gran Teatre del Liceu de Barcelona que en aquel entonces dirigía Francesc de Paula Sànchez i Cavagnach, quedando como alumno de Joaquim Vidal Nunell.
De vuelta al Plata en  1916 prosigue sus estudios en Buenos Aires con el barítono argentino Tulio Quercia.
En 1919, a los 26 años,  se produce su debut oficial en el teatro Coliseo de Buenos Aires, en el papel de Amonasro en la ópera Aída de Verdi. Repite su actuación, excelentemente recibida por la crítica bonaerense, en el teatro Urquiza de Montevideo, escenario en el que  pocos días después representaría Werther de Massenet junto a Tito Schipa y  Ninon Vallin.
Iniciada su carrera en el Río de la Plata, se da a conocer luego con igual éxito en Río de Janeiro y Sao Paulo. Ello alienta su debut europeo que se produce en el Teatro Verdi de Florencia el 23 de noviembre de 1919 en la ópera Andrea Chénier de Giordano.
En 1923 canta Rigoletto de Verdi en el Teatro Solís de Montevideo, y el 25 de mayo del año siguiente debuta en el Teatro Colón de Buenos Aires encarnando a Escamillo en Carmen de Bizet..
Durante 1925, realiza una gira por España y Portugal junto a Miguel Fleta, quien lo había invitado  a incorporarse a su compañía luego de escucharlo cantar  en Montevideo en 1923.
De 1927 a 1929   integró el elenco del Teatro alla Scala de Milán, cuya dirección artística recaía en  Arturo Toscanini. Con ese elenco realizó  una gira por Viena y París.  
Entre 1931 y 1932 se presentó en  la Ópera de Roma, y también en Chicago y  Boston.
En adelante prosiguió su exitosa carrera en todo el mundo, particularmente en países de América del sur: 12 temporadas en Santiago de Chile, 10 temporadas en Río de Janeiro,  6 en Sao Paulo, 23 en el Colón de Buenos Aires y 30 en Montevideo, ciudad en la que se retiró  oficialmente de los escenarios el 27 de agosto de 1961, con Un ballo in maschera  de Verdi.
Tras 40 años de intensa carrera,  algún tiempo antes de su retiro, redujo  su actuación sobre los escenarios,  dedicándose fundamentalmente a la docencia.
El 28 de enero de 1962  se había organizado un recital a cargo de varios de los discípulos de Damiani en un pequeño anfiteatro al aire libre en la localidad uruguaya de Cerro Colorado, en el departamento de Florida. Según consta en el programa impreso para la ocasión, Damiani cerraba el recital acompañado al piano por Eduardo Gilardoni interpretando la romanza  “Nemico della patria”, de la ópera Andrea Chénier. Al terminar de cantarla, y aun entre los aplausos del público que no sospechaba el drama que se estaba gestando, murió fulminado por un ataque cardíaco. Acababa de cumplir 68 años.
Damiani fue un cantante disciplinado, que estudiaba diariamente y no dejaba nada al azar.
Poseía una intensa voz de barítono que complementaba con sus dotes para la actuación.
Su repertorio abarcó  96 obras en italiano, francés, alemán, ruso y castellano, e incluía además de óperas otras obras corales como La Pasión según San Mateo de Bach, la Missa Solemnis y la 9.ª sinfonía de Beethoven, Oedipus Rex de Stravinsky, La Risurrezione di Lazaro de Perosi entre otras.  
Fueron célebres sus logradas interpretaciones en los roles de Rigoletto (de la ópera homónima), Tonio (I Pagliacci), Scarpia (Tosca),  Marcello (La Bohème),  Amonasro (Aida), Gérard (Andrea Chénier) , Germont (La Traviata), Yago (Otello), Conde de Luna (Il Trovatore), Renato (Un ballo in Maschera).
Actuó junto a grandes cantantes, como: Tito Schipa, Miguel Fleta, Beniamino Gigli, Lauritz Melchior, Mario Del Mónaco, Ninon Vallin, Renata Tebaldi, Bidú Sayâo, Lily Pons, y Maria Callas.  
Fue dirigido por las notables batutas de  Arturo Toscanini, Erich Kleiber, Fritz Busch, Tulio Serafin, Jonel Perlea, y Pietro Mascagni, entre otros.
Católico practicante, Damiani conoció personalmente al fraile capuchino padre Pío, quien tras su canonización es conocido como San Pío de Pietrelcina. Ante él cantó en diversas oportunidades antífonas marianas que llenaban de emoción y recogimiento al santo.
Realizó una aparición cameo en la película ¿Vocación? (1938) de Rina Massardi, cantando una escena de Il barbiere di Siviglia de Rossini, que el guion de la película hace transcurrir en el Metropolitan de Nueva York, escenario en el que el barítono nunca actuó. La película puede verse en Youtube y la aparición de Damiani se produce a partir del minuto 35.35 
En 1945 realizó la que por décadas fuera la versión oficial del himno nacional de Uruguay.
Algunas de sus grabaciones han sido reeditadas en CD y también pueden escucharse en servicios de música en streaming. 
Una calle del barrio montevideano de Villa Colón lleva su nombre.
Su veta artística ha seguido desarrollándose entre sus descendientes, entre los que se cuentan pintores, diseñadores, anticuarios y restauradores, músicos y cantantes, el más conocido de ellos, su hijo el pintor Jorge Damiani.